# Фавара
Фава̀ра (на италиански и на сицилиански Favara) е град и община в Южна Италия, провинция Агридженто, автономен регион и остров Сицилия. Разположен е на 338 m надморска височина. Населението на общината е 32 898 души (към 2013 г.).